# Velodrom Pardubice (1889)
Velodrom Pardubice z roku 1889 je zaniklá cyklistická dráha, která se nacházela u železniční tratě ve směru na Chrudim mezi dostihovým závodištěm a Sídlištěm Dukla. Roku 1933 byl vybudován druhý pardubický velodrom, později také zrušený.

## Historie
První cyklistická dráha v Pardubicích byla dostavěna v dubnu 1889 na západním okraji vojenského cvičiště (Milit.Reitschule). Na pozemku získaném od vojenské správy postavil ing. Pavlíček dráhu ve tvaru zaobleného obdélníku o délce 500 metrů a šířce 5 metrů s klopenými zatáčkami. Slavnostní otevření proběhlo 28.–29. září 1889 zároveň s dvoudenními závody. Pardubice se tak po Praze a Plzni staly třetím centrem české cyklistiky.
Počátkem 20. století zájem o závody upadal a velodrom zarostl travou.